# Балтазар фон Розенберг
Балтазар фон Розенберг (на немски: Balthasar von Rosenberg; * ок. 1512; † 1526/1555) е благородник от Розенберг в Бохемия.

## Произход
Той е син на Йохан VII фон Розенберг (+ сл. 1487) и съпругата му Аделхайд Кранх фон Кирххайм. Внук е на Ханс V фон Розенберг († сл. 1456) и Отилия фон Флекенщайн († сл. 1453), дъщеря на рицар Фридрих IV фон Флекенщайн († 1431) и Кемерер фон Вормс-Далберг († 1422).
През 15 и 16 век фамилията Розенберги е най-влиятелна в Бохемия. Родът измира през 1611 г.

## Фамилия
Първи брак: ок. 1535/ пр. 1538 г. с Аталия фон Ингелхайм (* ок. 1514; † сл. 1526), дъщеря на Йохан фон Ингелхайм († 1517) и Маргарета фон Хандшухсхайм († 1500/1509). Те имат две дъщери:
- Барбара фон Розенберг (* ок. 1538; † 1578), омъжена за Фридрих Кемерер фон Вормс, фрайхер фон Далберг († пр. 1577)
- Маргарета фон Розенберг († 24 февруари 1616), омъжена за Хайнрих XX фон Флекенщайн (* пр. 1555; † 1604/1605)

Втори брак: с Анна Кранц фон Гайшпицхайм († сл. 1561). Те имат три деца:
- Кристоф фон Розенберг († сл. 1585), женен за фон Фенинген († сл. 1580)
- Фридрих фон Розенберг († 1561/1576)
- Гертруд фон Розенберг, омъжена за Фридрих Зауерман фон Калкройт